# Пинъюань (корабль береговой обороны)
«Пинъюань»  (кит. 平遠) — броненосный крейсер китайского флота, впоследствии «Хэйэн»  — броненосная канонерская лодка японского флота. Участвовал в японо-китайской и русско-японской войнах.

## Строительство
Стал первым и последним значительным броненосным кораблем, построенным в императорском Китае (до того была построена лишь канонерская лодка «Цзиньоу» водоизмещением в 200 тонн). Заложен в начале 1883 г. на верфи близ Фучжоу как «Лунвэй». Проект был разработан при помощи французских специалистов  китайскими кораблестроителями Вэй Ханем, Чжэн Цинлянем и У Дэчжаном на основе заложенных тогда же во Франции броненосных канонерок типа «Ашерон».
После франко-китайской войны 1884—1885 гг. строительство было прервано и возобновлено только в декабре 1886 г. — уже под наблюдением немецких инструкторов. В литературе упоминается, что в ходе строительства «из-за недостатка средств» длина корабля была уменьшена, что пошло в ущерб его обводам. Однако на деле, сравнительно с прототипом «Ашероном», тоннаж «Лунвэя» был даже увеличен на треть, что делало корабль более мореходным. В январе 1888 г. «Лунвэй» был спущен на воду, а в октябре переведён для достройки в Шанхай. Введён в строй в мае 1890 г. Имя корабля было изменено на «Пинъюань».

## Описание конструкции
Корабль имел короткий и широкий стальной корпус с гладкой палубой, практически плоским дном и сильно заваленными бортами и развитой кормовой надстройкой. В центральной части -  располагались боевая рубка с возвышенным передним мостиком. Одна труба, одна лёгкая мачта с малым марсом. Трюм разделён водонепроницаемыми перегородками на несколько отсеков. Две паровые машины китайского производства суммарной мощностью в 2400 л. с. могли разогнать корабль только до 10,5 узлов (на сдаточных испытаниях показал 12,5 узлов).
Основное артиллерийское вооружение: главный калибр составляло 10,5-дюймовое орудие фирмы Крупп в носовом барбете, который был дополнительно защищён броневым колпаком котлообразной формы; на бортовых спонсонах размещались два 6-дюймовых крупповских орудия (по одному на борт), укрытых броневыми щитами. Таким образом все три основных орудия корабля были способны теоретически вести огонь прямо по курсу, что соответствовало принятой в то время таранной тактике боя. Вспомогательное артиллерийское вооружение составляли четыре 47-миллиметровых и две мильтральезы ; минное вооружение — два надводных торпедных аппарата.
Броневая защита: узкий пояс брони с толщиной от 8 дюймов в середине до 5 дюймов на оконечностях прикрывал машинное и котельное отделения и погреба боеприпасов; броневая палуба имела толщину в 2 дюйма; броневой барбет носового орудия — 5 дюймов (по кит. данным — до 12 дюймов), броневая рубка и орудийные щиты — 5 дюймов.
В Китае корабль подобного водоизмещения относился к крейсерам (по тоннажу был сравним и с японским броненосным крейсером «Тиёда»). Однако слабая двигательная установка делала первый китайский броненосный корабль крайне тихоходным, выделяя его даже среди не отличавшихся скоростью хода крейсеров китайского флота. В связи с этим отнести «Пинъюань» к крейсерам можно только условно. В литературе также упоминается как броненосец береговой обороны, однако явно обладал для этого класса недостаточным тоннажем и вооружением. В целом «Пинъюань» может быть оценён как достаточно удачный для своего времени корабль мониторного типа, имевший при небольших размерах и посредственных мореходных качествах значительную огневую мощь и хорошее бронирование.

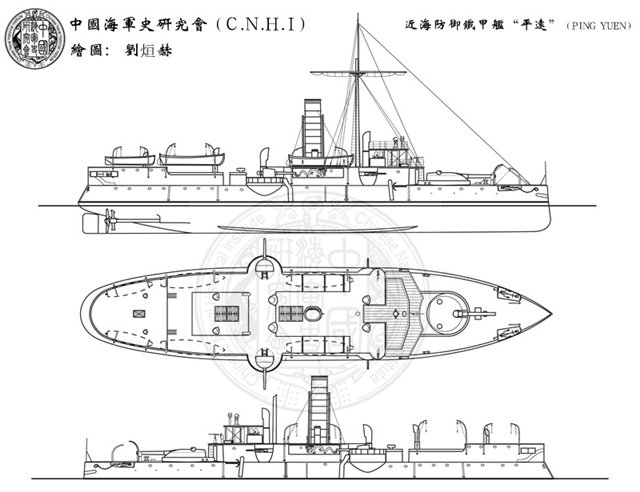

## Служба в китайском флоте
«Пинъюань» официально относился к южной Фучжоусской эскадре, однако с момента введения в строй проходил службу при северной Бэйянской эскадре. С этим связано переименование корабля согласно правилам наименования основных кораблей Бэйянского флота. Посещал порты Кореи, в том числе — перед самым началом время японо-китайской войны. 16 сентября 1894 г. в составе флота адмирала Дин Жучана прибыл к устью р. Ялу для сопровождения транспортов с войсками. Вместе с канонерками, миноносцами и минным крейсером «Гуанбин» вошёл, пользуясь малой осадкой, непосредственно в реку, чтобы прикрыть высадку войск. На следующий день 17 сентября 1894 г. принял участие в решающем морском сражении.
Опоздал из-за своей тихоходности к началу битвы. Встретил главные силы японской эскадры адмирала Ито, когда они уже обходили с севера флот адмирала Дина. «Пинъюань», поддерживаемый «Гуанбином» и двумя миноносцами, вступил в перестрелку с флагманским японским бронепалубным 4000-тонным крейсером «Мацусима». Артиллерийская дуэль двух кораблей продолжалась несколько минут на дистанции от 6,5 до 1,5 кабельтовых. В 14.34 «Мацусима» получила от «Пинъюаня» попадание в левый борт крупнокалиберным снарядом, который сбил торпедный аппарат, прошёл через подшкиперскую и разбился без взрыва о барбет главного орудия. На японском корабле погибло четыре человека (расчёт торпедистов), если бы снаряд с «Пинъюаня» взорвался, «Мацусиме» грозил бы серьёзный ущерб. В свою очередь японцы сообщали, что им удалось вывести из строя крупнокалиберное орудие китайского крейсера. Опасаясь оказаться между двух огней — с юга подходили китайские броненосцы «Динъюань» и «Чжэньюань», адмирал Ито поспешил уйти от «Пинъюаня», обходя его справа.
Около 14.50 «Пинъюань» с «Гуанбином» и миноносцами встретили стремившееся выйти из боя японское штабное судно «Сайкё-мару», которое смогло уйти от китайцев, хотя и получило от их огня некоторые повреждения. В дальнейшем «Пинъюань» и «Гуанбин», по словам Х. Вильсона, «стремились незаметно держаться в стороне и принимали в сражении лишь незначительное участие». В бою «Пинъюань» пострадал гораздо меньше других китайских кораблей, хотя в него было зафиксировано 22 попадания, а 12 человек из экипажа были ранены. Один раз на корабле вспыхнул пожар, но был быстро потушен. После того, как к вечеру японская эскадра покинула место сражения, «Пинъюань» с другими китайскими крейсерами присоединился к броненосцам адмирала Дина.
В начале 1895 г. «Пинъюань» был заблокирован вместе с Бэйянской эскадрой в Вэйхайвэе. Принимал участие в обороне базы флота, вел огневые дуэли с японскими флотом и береговыми батареями, обстреливал японские войска на побережье. После капитуляции адмирала Дина сдался 14 февраля 1895 г. японцам.

## Служба в японском флоте
После включения в императорский флот Японии переименован в «Хэйэн» (японское чтение китайского названия). Перевооружение первоначально ограничивалось орудиями малого калибра, замененными на восемь 75-миллиметровых. Позднее два старых 6-дюймовых крупповских орудия заменили на два новых армстронговских того же калибра, дополнительно поставили два 120-миллиметровых орудия Армстронга. Малокалиберное вооружение было вновь заменено на два 47-миллиметровых и шесть 37-миллиметровых (два одноствольных, четыре пятиствольных) орудий Гочкиса, а также два пулемёта.
Классифицировался в разные годы как броненосец береговой обороны, учебное артиллерийское судно, броненосная канонерская лодка. Во время русско-японской войны «Хэйэн» входил в состав 7-го боевого отряда из канонерских лодок и старых винтовых корветов. Использовался для поддержки действий японских войск на побережье во время сражений за Порт-Артур, блокированию подходов к русской крепости со стороны Печелийского залива, катера с «Хэйэн» привлекались к тралению мин.
Русские отслеживали маршруты патрулирования блокирующих Порт-Артур японских судов. В ночь на 16 сентября (4 сентября по юлианскому стилю) 1904 г. у острова Айрон с миноносца «Скорый» (командир лейтенант П. М. Плен) было выставлено 16 мин. Вечером 18 сентября «Хэйэн» возвращался после дозорной службы и в 19.45 в 1,5 милях к западу от острова Айрон наскочил на русскую мину . После подрыва в районе машинного отделения корабль был обречен. Взрыв произошел с правого борта. Вся жилая палуба заполнена паром, электричество погасло, и в темноте ничего не было видно. Через четыре минуты после взрыва корабль резко накренился на правый борт и затем опрокинулся. Погиб командир капитан 2 ранга Асаба и 197 человек личного состава. Шлюпки, которые спускались, опрокинулись при опрокидывании судна..